# Gnieżdżewo
Gnieżdżewo (deutsch Gnesdau, 1942–1945Nesten; kaschubisch Gniéżdżewò) ist ein Dorf in der  Landgemeinde Puck im Kreis Puck in der polnischen Woiwodschaft Pommern.

## Geographische Lage
Das Dorf liegt nordwestlich der Stadt Puck im nordöstlichen Bereich der Landgemeinde Puck an der Putziger Bucht.

## Geschichte
Der erstmals im 14. Jahrhundert erwähnte Ort Gnesdau gehörte bis 1454 zum Gebiet der Herrschaft des Deutschen Ordens und unterstellte sich mit anderen Gebieten des sezessionistischen Preußischen Bundes dem polnischen König. Von 1454 bis 1772 ghörte der Ort zum Landkreis Putzig in der Woiwodschaft Pommerellen (1454–1772).
Im Rahmen der Ersten Teilung Polens 1772 kam das Gebiet um Putzig unter Friedrich II. von Preußen zum Königreich Preußen. Verwaltungstechnisch gehörte Gnesdau zuerst zum Kreis Dirschau, später zum Kreis Neustadt in Westpreußen und von 1887 bis 1920 zum Kreis Putzig. Und von 1815 bis 1919 lag es im Regierungsbezirk Danzig in der Provinz Westpreußen.
Nach Ende des Ersten Weltkriegs musste Gnesdau mit Wirkung vom 20. Januar 1920 aufgrund der Bestimmungen des Versailler Vertrags zum Zweck der Einrichtung des Polnischen Korridors an Polen abgetreten werden. In der neuen Woiwodschaft Pommerellen war Gnesdau vorerst dem Powiat Pucki zugeteilt, bevor dieser am 1. Januar 1927 im Powiat morski (Seekreis) aufging.
Nach dem Überfall auf Polen 1939 wurde die Gemeinde vom Deutschen Reich völkerrechtswidrig annektiert. Es wurde dem Reichsgau Danzig-Westpreußen zugeordnet, zu dem der Ort bis 1945 gehörte. Gegen Ende des Zweiten Weltkriegs besetzte im Frühjahr 1945 die Rote Armee die Region, die damit wieder Teil Polens wurde. In der darauf folgenden Zeit wurde die kleine deutsche Minderheit aus Gnesdau vertrieben.

## Bevölkerung
Die Gemeinde Gniéżdżewò (Gnesdau) liegt im Siedlungsgebiet der Kaschuben und zählte 1910 551 Einwohner. Als Muttersprache gaben damals 467 Menschen die kaschubische Sprache, 56 Personen Polnisch und nur 22 die Deutsche Sprache (und zusätzlich 6 Personen mit deutsch und einer anderen Sprache) an. Mit Ausnahme von zehn evangelischen Einwohnern war die ganze Einwohnerschaft katholisch.

## Verkehr
Im Norden der Gemeinde liegt der Haltepunkt Swarzewo an der Bahnstrecke Reda–Hel. Unweit östlich verläuft die Droga wojewódzka 216.